# Xu Jie (Tischtennisspielerin)
Xu Jie (chinesisch 徐洁, Pinyin Xú Jié; * 21. Januar 1982 in Tianjin, Volksrepublik China) ist eine polnische Tischtennisspielerin. Sie nahm an den Olympischen Spielen 2008 teil.
Es gibt anscheinend noch eine andere chinesische Tischtennisspielerin namens Xu Jie, welche bis 2002 in Wales gespielt hat und dann zum TuS Bad Driburg wechselte. 

## Werdegang
Xu Jie wurde in chinesischen Tianjin geboren. Ihre Mutter war Tischtennistrainerin und brachte ihr das Spielen bei. Zunächst trat sie international für China auf, etwa 1999 beim Pro Tour Turner in Guilin (China). 1999 übersiedelte sie nach Polen und erhielt 2003 die polnische Staatsbürgerschaft. Seitdem startet sie international für Polen.
Sie schloss sich dem Verein AJD Print Cycero Rolnik AZS Częstochowa an, wechselte 2005 zu GLKS Wanzl Scania Nadarzyn, spielte von 2010 bis 2012 bei KTS Tarnobrzeg und kehrte dann nach China zurück. Fünfmal gewann sie die nationale polnische Meisterschaft im Einzel (2005, 2006, 2007, 2008, 2010), zweimal im Doppel (2006, 2007), dreimal im Mixed (2005, 2006, 2008) und zweimal mit der Mannschaft von KTS Tarnobrzeg (2011, 2012).
Von 2006 bis 2010 nahm sie an allen fünf Weltmeisterschaften, von 2007 bis 2011 an allen fünf Europameisterschaften teil. Dabei holte sie bei der EM 2008 Bronze im Doppel mit Natalia Partyka, 2009 erreichte sie mit der Damenmannschaft das Endspiel, das gegen die Niederlande verloren ging.
2008 qualifizierte sich Xu Jie für die Teilnahme an den Olympischen Spielen. Hier unterlag sie in der ersten Runde der für Frankreich spielenden Xian Yifang, mit der Mannschaft kam sie auf Platz neun.

## Bundesliga
Auch außerhalb Polens war Xu Jie in europäischen Vereinen aktiv. Nach einjährigem Gastspiel beim französischen Klub TT Montpellier wechselte sie 2006 zum TV Busenbach in die deutsche Bundesliga, wo sie bis 2007 blieb. Danach wurde sie vom TuS Bad Driburg verpflichtet.

## Turnierergebnisse
| Verband | Veranstaltung       | Jahr | Ort            | Land | Einzel        | Doppel        | Mixed      | Team |
| ------- | ------------------- | ---- | -------------- | ---- | ------------- | ------------- | ---------- | ---- |
| POL     | Europameisterschaft | 2011 | Gdańsk-Sopot   | POL  |               | Viertelfinale |            |      |
| POL     | Europameisterschaft | 2010 | Ostrava        | CZE  | Viertelfinale | Viertelfinale |            |      |
| POL     | Europameisterschaft | 2009 | Stuttgart      | GER  |               | Viertelfinale |            | 2    |
| POL     | Europameisterschaft | 2008 | St. Petersburg | RUS  |               | Halbfinale    |            |      |
| POL     | Olympische Spiele   | 2008 | Peking         | CHN  | letzte 128    |               |            | 9    |
| POL     | Pro Tour            | 2011 | Władysławowo   | POL  |               | letzte 16     |            |      |
| POL     | Pro Tour            | 2010 | Warschau       | POL  | letzte 32     | letzte 16     |            |      |
| POL     | Pro Tour            | 2010 | Wels           | AUT  | letzte 64     | letzte 16     |            |      |
| POL     | Pro Tour            | 2010 | Budaörs        | HUN  | letzte 64     |               |            |      |
| POL     | Pro Tour            | 2010 | Berlin         | GER  | letzte 64     |               |            |      |
| POL     | Pro Tour            | 2010 | Doha           | QAT  | letzte 64     |               |            |      |
| POL     | Pro Tour            | 2010 | Velenje        | SVN  | letzte 32     |               |            |      |
| POL     | Pro Tour            | 2009 | Warschau       | POL  | letzte 32     | letzte 16     |            |      |
| POL     | Pro Tour            | 2009 | Sheffield      | ENG  | letzte 64     |               |            |      |
| POL     | Pro Tour            | 2009 | Bremen         | GER  | letzte 32     | letzte 16     |            |      |
| POL     | Pro Tour            | 2009 | Frederikshavn  | DEN  | letzte 16     |               |            |      |
| POL     | Pro Tour            | 2008 | Warschau       | POL  | letzte 64     | Halbfinale    |            |      |
| POL     | Pro Tour            | 2008 | Berlin         | GER  | letzte 32     |               |            | 3    |
| POL     | Pro Tour            | 2008 | Salzburg       | AUT  | Viertelfinale |               |            | 3    |
| POL B   | Pro Tour            | 2008 | Minsk          | BLR  | letzte 16     |               |            | 3    |
| POL     | Pro Tour            | 2008 | Velenje        | SVN  | Viertelfinale |               |            |      |
| POL     | Pro Tour            | 2007 | Bremen         | GER  | letzte 64     |               |            |      |
| POL     | Pro Tour            | 2007 | Wels           | AUT  | letzte 32     |               |            |      |
| POL     | Pro Tour            | 2007 | St Petersburg  | RUS  | letzte 64     |               |            |      |
| POL     | Pro Tour            | 2007 | Velenje        | SVN  | letzte 64     |               |            |      |
| POL     | Pro Tour            | 2007 | Zagreb         | HRV  | letzte 64     |               |            |      |
| POL     | Pro Tour            | 2006 | Warschau       | POL  | letzte 32     |               |            |      |
| POL     | Pro Tour            | 2006 | Bayreuth       | GER  | letzte 32     |               |            |      |
| POL     | Pro Tour            | 2006 | Zagreb         | HRV  | letzte 64     |               |            |      |
| POL     | Pro Tour            | 2006 | Velenje        | SVN  | letzte 32     |               |            |      |
| POL     | Pro Tour            | 2005 | Magdeburg      | GER  | letzte 32     |               |            |      |
| POL     | Pro Tour            | 2005 | St. Petersburg | RUS  | letzte 32     |               |            |      |
| POL     | Pro Tour            | 2005 | Zagreb         | HRV  | letzte 32     |               |            |      |
| POL     | Pro Tour            | 2005 | Velenje        | SLO  | letzte 16     |               |            |      |
| POL     | Pro Tour            | 2004 | Warschau       | POL  |               | letzte 16     |            |      |
| CHN     | Pro Tour            | 1999 | Guilin         | CHN  | Rd 1          | Viertelfinale |            |      |
| POL     | Weltmeisterschaft   | 2010 | Moskau         | RUS  |               |               |            | 10   |
| POL     | Weltmeisterschaft   | 2009 | Yokohama       | JPN  | letzte 64     | letzte 16     | letzte 64  |      |
| POL     | Weltmeisterschaft   | 2008 | Guangzhou      | CHN  |               |               |            | 20   |
| POL     | Weltmeisterschaft   | 2007 | Zagreb         | HRV  | letzte 64     | letzte 64     | letzte 128 |      |
| POL     | Weltmeisterschaft   | 2006 | Bremen         | GER  |               |               |            | 16   |

## Verweise